# اليمانية (كحلان الشرف)

تعديل مصدري - تعديل

اليمانية هي إحدى قرى عزلة افصر بمديرية كحلان الشرف التابعة لمحافظة حجة، بلغ تعداد سكانها 900 نسمة حسب تعداد اليمن لعام 2004.